# Mergelland (wijnstreek)

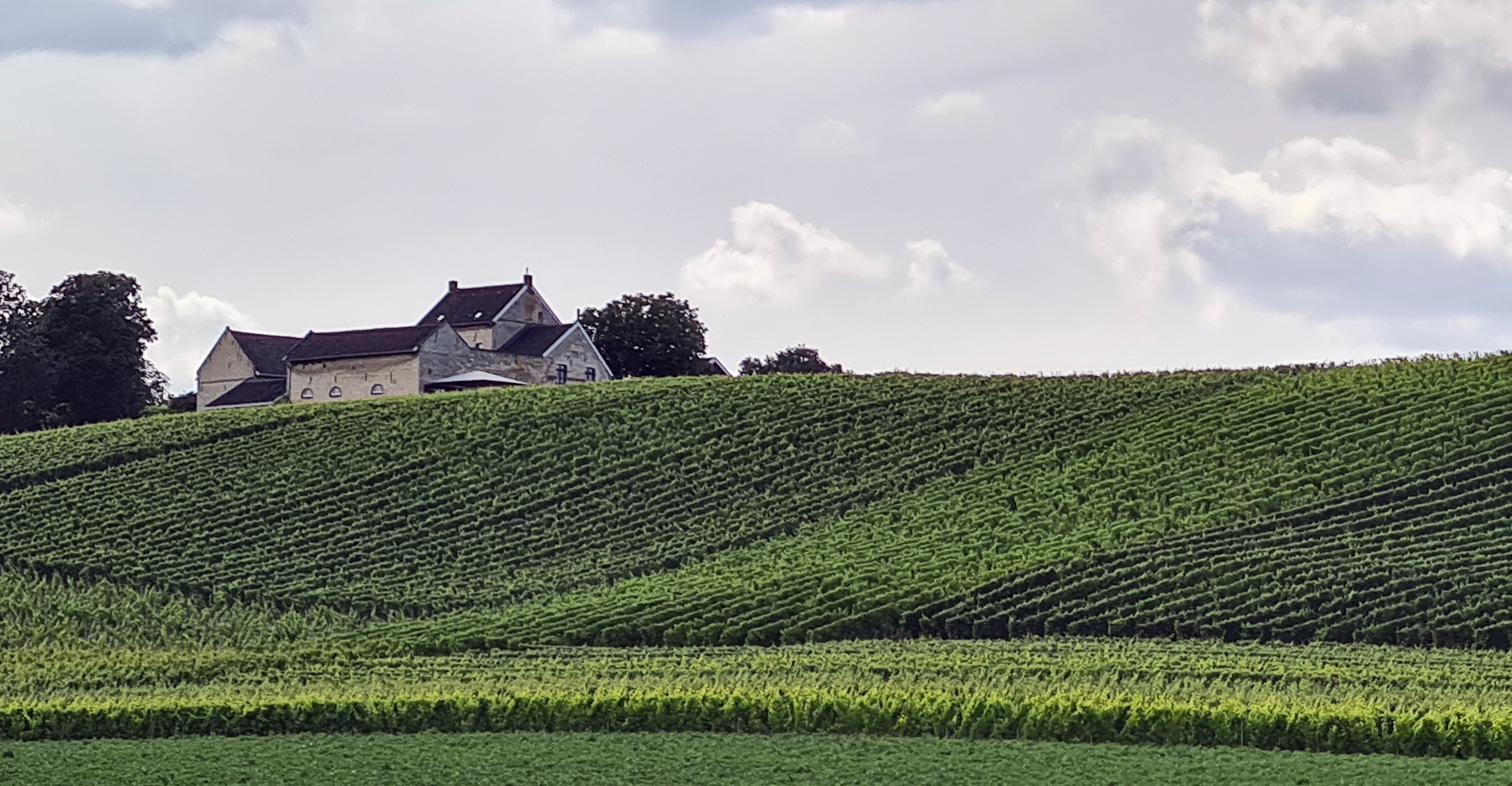
Wijnbouw op de Louwberg in Maastricht

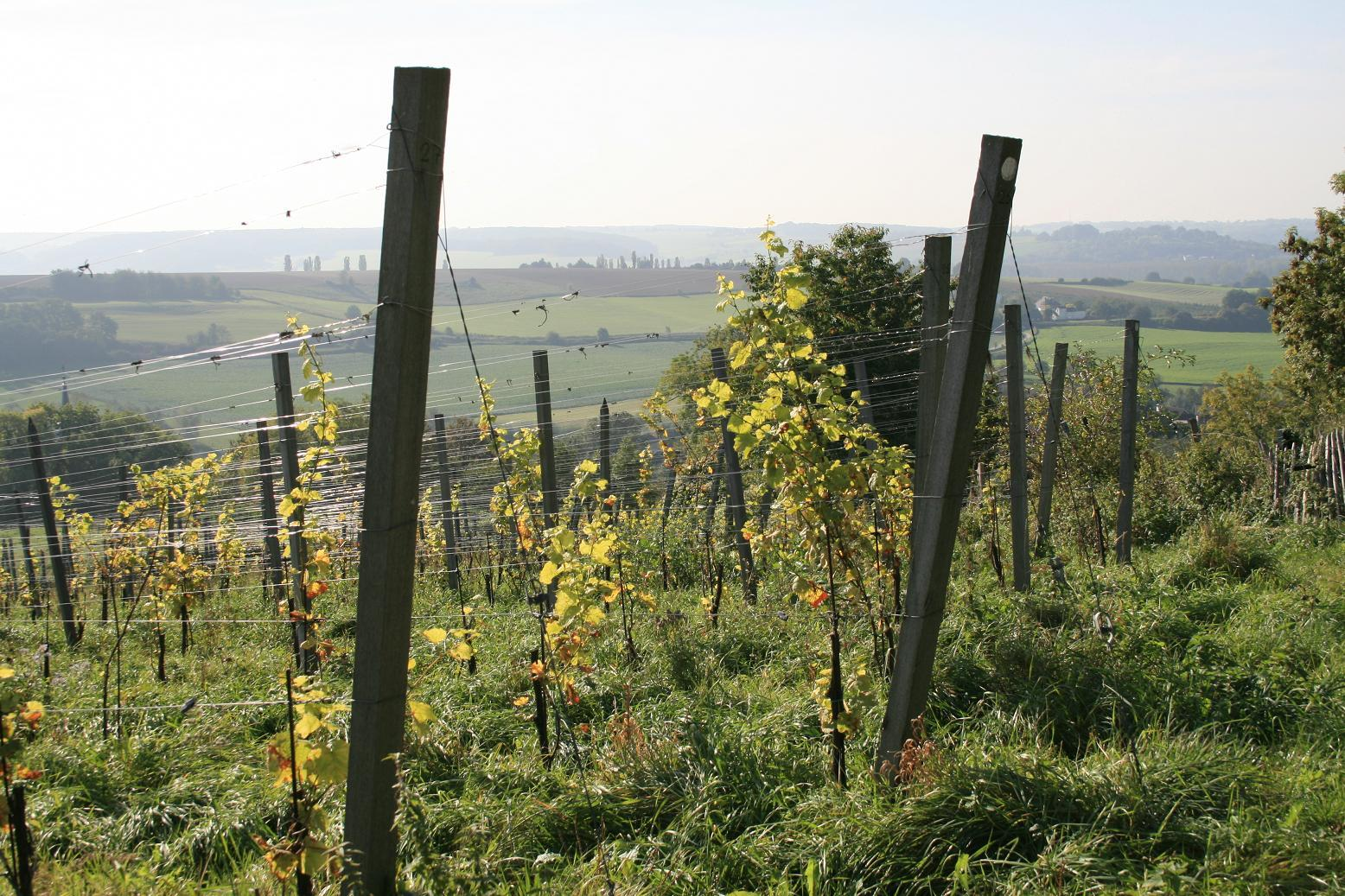
Domein Aldenborgh in Eys

Mergelland is vanaf 6 maart 2018 een beschermde oorsprongsbenaming (BOB) voor wijn en mousserende wijn geproduceerd in de gelijknamige streek in Nederlands Limburg. De bescherming van deze appellatie werd op 26 januari 2016 aangevraagd. De Europese Commissie heeft het besluit tot bescherming genomen op 13 februari 2018 en een dag later gepubliceerd.

## Ligging
Het afgebakende gebied omvat de volgende gemeenten in Nederlands Limburg: Maastricht, Meerssen, Beekdaelen, Simpelveld, Voerendaal, Vaals, Gulpen-Wittem, Eijsden-Margraten en Valkenburg aan de Geul. 
Alleen wijngaarden op een teellaag van löss behoren tot het afgebakende gebied. Bij de aanvraag waren ongeveer 70 ha aangeplant in het gebied. De löss en in mindere mate de onderliggende mergel en kiezel bepalen de eigenschappen van de wijn. Het zijn kalkrijke bodems die zorgen voor het behoud van frisse zuren in de wijn en die er een fruitig aroma aan verlenen. Omwille van de grote invloed van de löss op de wijnkwaliteit zijn gebieden met klei als teellaag uitgesloten van het geografische gebied.

## Geschiedenis

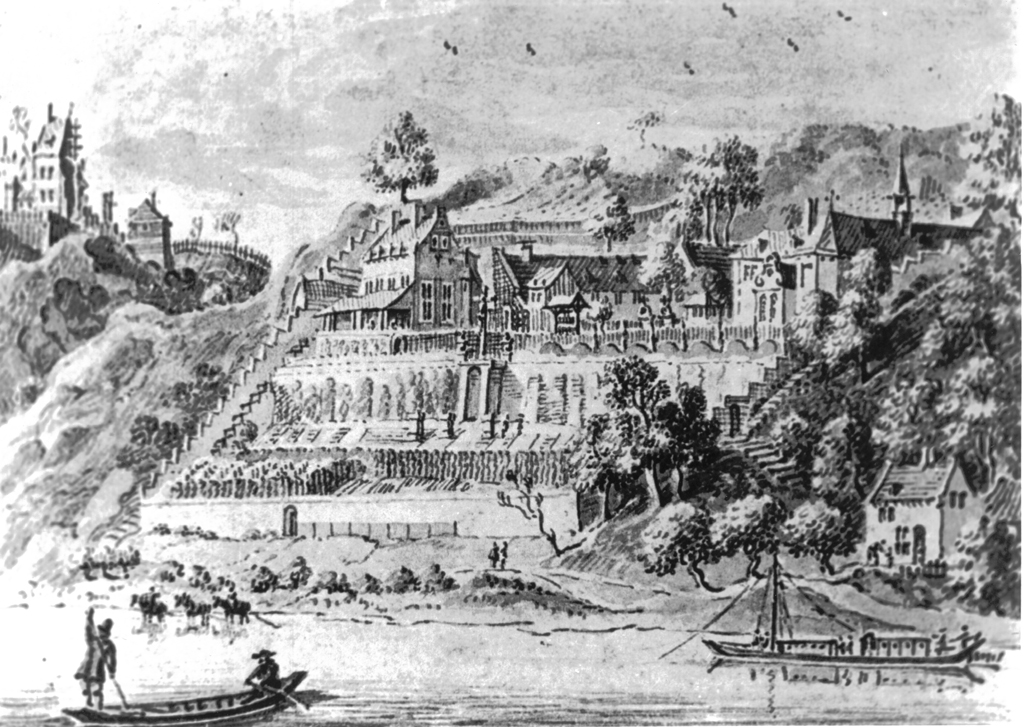
Slavante aan de Maas bij Maastricht. Op de terrassen zijn waarschijnlijk wijnstokken geplant (tekening Jan de Beijer, 1740)

De oudste vermelding van wijnbouw in dit gebied dateert uit 968. Door klimaatverandering ("Kleine IJstijd") en concurrentie van andere wijnstreken, verdween de wijnbouw in de 15e en 16e eeuw grotendeels. Het verhaal dat de wijnbouw in de Franse Tijd om politieke redenen werd stopgezet is een fabeltje. De wet die bepaalde dat alle wijnstokken ten noorden van de lijn Reims-Elzas vernietigd moesten worden, was al voor de inlijving van Zuid-Limburg bij Frankrijk (1795) buiten werking gesteld. Mogelijk zijn toen wel de laatste wijngaarden verdwenen door de toegenomen concurrentie van Franse wijnen.
Sinds de jaren 1960 wordt er weer op kleine schaal aan wijnbouw gedaan: in 1963 plantte de Maastrichtenaar Jean Bellefroid achter zijn huis in het Jekerdal de eerste wijnstokken. In 1967 legde Bellefroid, samen met wijnhandelaar Frits Bosch, op de helling van de Sint-Pietersberg bij Slavante een bescheiden wijngaard aan, die in 1969 zestig flessen Nederlandse wijn opleverden. Het vermoedelijk oudste, nog bestaande commerciële wijngoed van Nederland ligt eveneens in dit gebied: de Apostelhoeve, gelegen op de helling van de Louwberg in Maastricht. Op 16 mei 1970 plantte fruitteler Hugo Hulst hier 800 wijnstokken. De eerste oogst leverde 1400 flessen wijn op. In 1989 werd eveneens op de Louwberg een wijngaard met 5.500 stokken aangeplant door de familie Bollen van de vlakbij gelegen Hoeve Nekum. Samen met de bescheiden wijngaard van Château Neercanne zijn in dit gebied anno 2022 circa 25 hectare wijngaarden in productie.
Het grootste wijngoed van Nederland (28 ha) ligt eveneens in het Mergelland: Wijngaard St. Martinus in Vijlen (sinds 1988). Samen met Domein Holset (sinds 2009) vormt het sinds november 2018 een aparte wijnstreek binnen het Mergelland: de wijnstreek Vijlen.

## Druiven
De toegestane druivenrassen in de wijnstreek Mergelland zijn: auxerrois, chardonnay, dornfelder, gewürztraminer, rivaner/Müller-Thurgau, pinot blanc, pinot gris, pinot noir en riesling.